# Adam Styka (ur. 1940)

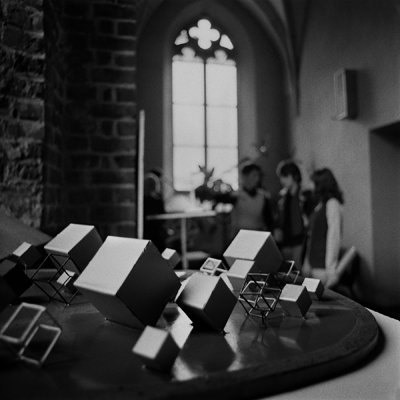
Kompozycja przestrzenna bez tytułu, Sympozjum Plastyczne Wrocław '70, kolekcja MWW

Adam Mieczysław Styka (ur. 11 lipca 1940 w Mielnicy) – polski artysta, malarz, grafik, pedagog. Profesor Akademii Sztuk Pięknych w Warszawie i Wydziału Artystycznego UMCS w Lublinie. Od 2010 r. prowadzi pracownie malarstwa w Wyższej Szkole Informatyki Stosowanej i Zarządzania w Warszawie na kierunku Grafika.

## Edukacja
Studiował w Państwowej Wyższej Szkole Sztuk Plastycznych w Łodzi w pracowni prof. Mariana Jaeschke (dyplom z wyróżnieniem w 1965). W 1991 roku otrzymał tytuł profesora. Pełnił funkcję kierownika Katedry Malarstwa i Rysunku na Wydziale Grafiki, a w latach 1999–2002 prorektora Akademii Sztuk Pięknych w Warszawie.

## Nagrody i wyróżnienia
Laureat licznych nagród i wyróżnień, m.in. Nagroda Publiczności – Sympozjum Artystów Plastyków i Naukowców, Puławy 1966, Stypendia Twórcze Ministra Kultury i Sztuki 1968, 1984, 1986, 1989, Nagroda Indywidualna Ministra Kultury i Sztuki 1977, Premio Internationale – „ Apollo Musagete” Talia (Włochy) 1985, Wyróżnienie – XXI Międzynarodowy Festiwal Malarstwa, Cagnes Sur Mer (Francja) 1989, Nagroda Indywidualna I stopnia Ministra Kultury i Dziedzictwa Narodowego 2002, Roczne Stypendium Twórcze - The Society for Arts of Chicago (USA) 2004, Srebrny Medal „Zasłużony Kulturze Gloria Artis” 2012, Złoty Medal „Zasłużony Kulturze Gloria Artis” 2019.

## Wystawy indywidualne
- 1967 – Muzeum Regionalne, Kazimierz Dolny,
- 1968 – Galeria „Pod Moną Lizą”, Wrocław,
- 1983 – Galeria „Zapiecek”, Warszawa,
- 1983 – Galeria Sztuki, Toruń,
- 1984 – Galeria „ Na prawo”, Bydgoszcz,
- 1985 – Galeria Centrum Sztuki „Studio”, Warszawa,
- 1985 – Salon Sztuki Współczesnej BWA, Łódź,
- 1985 – Galeria Sztuki BWA, Jelenia Góra,
- 1986 – Galeria „Del Paiolo” Pałac Rucellai, Florencja (Włochy),
- 1986 – Galeria Południowa BWA, Zamek Książąt Pomorskich, Szczecin,
- 1986 – Galeria Sztuki BWA, Lublin,
- 1987 – „Galeria 72” Muzeum Okręgowe, Chełm,
- 1988 – Muzeum Zamek, Sandomierz,
- 1990 – „Art. Galery” BWA, Olsztyn,
- 1996 – Galeria Sztuki „ Pod podłogą”, Lublin,
- 1997 – Galeria Sztuki „3A”, Warszawa,
- 1997 – Galeria Sztuki „261”, Łódź,
- 2001 – Galeria Uniwersytecka, Cieszyn,
- 2001 – Galeria „Test”, Warszawa,
- 2002 – Muzeum, Galeria Sztuki Współczesnej, Łomża,
- 2002 – Muzeum ASP, Wrocław,
- 2003 – Galeria Sztuki „ Rogatka” – Radom,
- 2004 – Art. Gallery „1112”, Chicago (USA),
- 2011 – Salon Akademii, Warszawa,
- 2011 – Muzeum Lubelskie, Lublin,
- 2012 – Muzeum – Zamek, Sandomierz,
- 2013 – Biuro Wystaw Artystycznych, Ostrowiec Świętokrzyski,
- 2013 – Centrum Kultury i Promocji, Jarosław,
- 2013 – Galeria Sztuki Współczesnej, Przemyśl
- 2013 – Galeria Sztuki im.Jacka Sempolińskiego, Nałęczów
- 2014 - Muzeum Kresów, Lubaczów,
- 2014 - Biuro Wystaw Artystycznych, Rzeszów.
- 2014 - Biuro Wystaw Artystycznych, Jelenia Góra
- 2014 - Biuro Wystaw Artystycznych, Gorzów Wielkopolski,
- 2022 - Galeria Opera, Teatr Wielki-Opera Narodowa, Warszawa[1]

## Ważniejsze wystawy zbiorowe
Brał udział w ponad 200 prestiżowych wystawach zbiorowych sztuki polskiej w kraju i zagranicą min;
- 1968 – III Festiwal Sztuk Plastycznych – Pawilon BWA, Sopot,
- 1985 – Wystawa Malarstwa „Abstrakcja polska” – Galeria „J” Budapeszt (Węgry),
- 1986 – Współczesne malarstwo Polskie – Castel del Ovo, Neapol (Włochy),
- 1986 – I Międzynarodowe Triennale Rysunku im. P.Kulisiewicza – Muzeum Okręgowe, Kalisz,
- 1987 – Wystawa „Realizm – metafora – geometria”– Palais Palfty, Wiedeń (Austria),
- 1987 – Wystawa Malarstwa Polskiego – Salon Sztuki Domu Artysty Plastyka, Moskwa (Rosja),
- 1988 – IV Międzynarodowe Triennale Rysunku – Muzeum Architektury, Wrocław,
- 1989 – XXI Międzynarodowy Festiwal Malarstwa – Cagnes-Sur-Mer (Francja),
- 1991 – Międzynarodowe Targi Sztuki XX wieku „Lineart” – Gent (Belgia)
- 1992 – Wystawa Współczesny Rysunek Polski – Group Galery, Gloasgow (Szkocja),
- 1996 – Wystawa „ Contemporary Warsaw Masters” – „Gallery 1112”, Chicago (USA),
- 1996 – XVI Festiwal Współczesnego Malarstwa Polskiego – Muzeum Narodowe, Szczecin,
- 1997 – V Międzynarodowe Triennale Sztuki – Muzeum Majdanek, Lublin,
- 2001 – Wystawa Sztuki Polskiej – Galeria Instytutu Polskiego, Paryż (Francja),
- 2002 – Wystawa Grafiki i Rysunku – Galeria Sztuki „Codice”, Mexico (Meksyk),
- 2003 – Wystawa „Current Polish Art.” – Galeria Sztuki Współczesnej, Bańska Bystrzyca (Słowacja),
- 2003 – Wystawa „ Malarstwo abstrakcyjne – światło” – Muzeum Narodowe, Szczecin,
- 2003 – Wystawa Sztuki Konkretnej i Abstrakcyjnej – Muzeum Mondriana, Amersfoort (Holandia),
- 2003 – Wystawa „Grafiki i Rysunku” Centrum Sztuki „Recoleta” Bounes Aries (Argentyna),
- 2004 – Międzynarodowa Wystawa Sztuki „Begegnungen – Spotkania” – Centrum Sztuki Wolfenbüttel (Niemcy),
- 2004 – Polska Sztuka Współczesna – Galeria Sztuki „Arka”, Wilno (Litwa),
- 2004 – Wystawa Polskiej Sztuki Współczesnej – Galeria Sztuki CDAP – Kijów (Ukraina),
- 2004 – Wystawa Sztuki - „Bunt i Powinność” – Galeria Narodowa Sztuki „Zachęta”, Warszawa,
- 2006 – Wystawa Współczesne Polskie Malarstwo i Grafika – Centrum Sztuki Współczesnej, Sofia (Bułgaria),
- 2010 – Wystawa „W kręgu warszawskiej ASP” – Muzeum Warmii i Mazur - Galeria Sztuki „Zamek”, Reszel,
- 2012 – XVII Wschodni Salon Sztuki – Muzeum Lubelskie, Lublin,
- 2014 – XVIII Triennale Polskiego Rysunku Współczesnego – Muzeum Kresów, Lubaczów,
- 2014 – Wystawa malarstwa Homage a Chełmoński - Miejska Galeria Sztuki, Łódź
- 2015 – Wystawa "Estrada sztuki nowoczesnej” – Muzeum Narodowe, Warszawa,
- 2015 – Wystawa sztuki "Trójkąt” – Galeria Sztuki AMB, Hrodec Karlove (Czechy),
- 2016 – Wystawa "Konfrontacje sztuki" – Galeria Test, Warszawa,
- 2018 – Wystawa "Jurorzy Międzynarodowego Triennale Malarstwa - srebrny czworokąt" – Galeria Sztuki Współczesnej, Przemyśl,

## Prace w zbiorach
Muzeum Narodowe w Krakowie, Muzeum Narodowe w Przemyślu, Muzeum Narodowe w Szczecinie, Muzeum Narodowe w Warszawie, Muzeum Narodowe we Wrocławiu, Muzeum Voor Constructieve „Mondriaan Huis” w Amersfoort (Holandia), Muzeum Ziemi Chełmskiej w Chełmie, Muzeum Lubelskie w Lublinie, Muzeum Architektury we Wrocławiu, Muzeum ASP w Warszawie, Muzeum ASP we Wrocławiu, Muzeum Północno-Mazowieckie w Łomży, Muzeum Miasta Sztuki Talla (Włochy), Centrum Sztuki „Studio” w Warszawie, Mazowieckie Centrum Kultury i Sztuki w Warszawie, Mazowieckie Centrum Sztuki Współczesnej „Elektrownia” w Radomiu, The Society for Arts w Chicago, Biura Wystaw Artystycznych: w Jeleniej Górze, Lublinie, Rzeszowie, Sandomierzu, Szczecinie i w Warszawie, Galeria Sztuki Współczesnej w Ostromecku i Garwolinie oraz w kolekcjach prywatnych w kraju i za granicą.